# Bernard Malamud
Bernard Malamud, född 26 april 1914 i Brooklyn i New York, död 18 mars 1986 i New York, var en amerikansk författare av romaner och noveller. Tillsammans med Saul Bellow och Philip Roth, var han en av de stora amerikanska judiska författarna under 1900-talet. Hans basebollroman The Natural filmatiserades 1984 som The Natural med Robert Redford i en av rollerna.

## Biografi
Malamud var son till Max och Bertha (Fidelman) Malamud, som var rysk-judiska immigranter. En bror, Eugene, föddes 1917. Malamud växte upp under den stora depressionen. Mellan åren 1928 till 1932 studerade Bernard vid Erasmus Hall High School i Brooklyn. 
Malamud arbetade som lärarassistent i ett år innan han påbörjade sina studier vid City College of New York som han avslutade 1936. 1942 tog han examen vid Columbia University. Därefter arbetade han vid United States Census Bureau i Washington, D.C., och 1949-1961 undervisade han i engelska vid Oregon State College, oftast vid kvällskurser för vuxna.
1961 började han undervisa i kreativt skrivande vid Bennington College i Vermont, och detta arbetade han med fram till sin pension. 1967 blev han medlem av American Academy of Arts and Sciences.
1942 träffade Malamud Ann De Chiara (1 november 1917 - 20 mars 2007). De gifte sig 6 november 1945. Ann renskrev hans manuskript. De fick två barn, Paul (född 1947) och Janna (född 1952). Janna Malamud Smith har skrivit en memoar om sin far med titeln My Father is a Book.

## Författarkarriär
Malamud skrev sakta och noggrant och var inte produktiv. Han är författare till åtta romaner och 54 noveller, och hans utgåva av Collected Stories, 1997 är på mindre än 400 sidor.
Han färdigställde sin första roman 1948, men brände senare manuskriptet. Hans första publicerade roman var The Natural (1952), vilken har blivit ett av hans mest kända verk. Historien berättar Roy Hobbs liv, en okänd medelålders basebollspelare som uppnår legendstatus då han kämpar sig tillbaka som basebollspelare efter att i sin ungdom ha blivit skjuten. Romanen fimatiserades 1984 med Robert Redford i huvudrollen.
Malamuds andra roman, The Assistant (1957), utspelar sig i New York och bygger på Malamuds egen barndom. Det är en berättelse om Morris Bobers liv, en fattig judisk immigrant som äger en livsmedelsbutik i Brooklyn. Fastän han har finansiella problem, tar Bober in en ung kriminell katolik för vilken han blir en moralisk förebild. 
Romanen The Fixer, 1967 om antisemitism i Tsar-Ryssland, vann både National Book Award och Pulitzerpriset för skönlitteratur. Bland hans övriga romaner kan nämnas Dubin's Lives och The Tenants, som utspelar sig i New York, och behandlar rasfrågor och den afroamerikanska litteraturens ställning i 1970-talets USA. The Fixer filmatiserades 1968 av John Frankenheimer.
Malamud är också känd för sina noveller, ofta allegorier som utspelar sig i drömlika urbana getton med immigrerade judar. Han publicerade sina första berättelser 1943, "Benefit Performance" i Threshold och "The Place Is Different Now" i American Preface. Under det tidiga 1950-talet publicerades hans historier i Harper's Bazaar, Partisan Review, och Commentary.
De flesta av berättelserna i hans första samlingar, som till exempel The Magic Barrel (1958), skildrar sökandet efter hopp och mening i de dystra områdena i de fattiga förorterna. Titelberättelsen fokuserar på den osannolika relationen mellan Leo Finkle, en ogift student, och Pinye Salzman, en färgstark gift mäklare. Finkle har tillbringat det mesta av sitt liv bland böcker och är därför inte välutbildad vad gäller livet i sig. Finkle saknar romantik och anlitar Salzman som presenterar ett antal potentiella brudar ur sin "magiska tunna" men för varje bild blir Finkle allt mer ointresserad. Efter att Salzman övertalat honom att träffa Lily Hirschorn inser Finkle att hans liv är tomt och saknar passion till kärleken, Gud och mänskligheten. När Finkle upptäcker en bild på Salzmans dotter, och ser hennes lidande, bestämmer han sig för att rädda henne. Andra välkända historier i samlingen är: The Last Mohican, Angel Levine, Idiots First och The Mourners. Den sistnämnda berättelsen handlar om Kessler, en trotsig gammal man i behov av "socialbidrag" och Gruber, en aggressiv hyresvärd som inte vill ha Kessler som hyresgäst längre.

## Priser och utmärkelser
- Pulitzerpriset för skönlitteratur 1967 för The Fixer